# Henri Deruelles
Henri Philippe Deruelles (Mesvin, 16 juni 1914 - 6 april 1993) was een Belgische politicus en burgemeester voor de PSB.

## Levensloop
Deruelles promoveerde tot doctor in de rechten en ging als bediende werken bij het Institut Emile Vandervelde, de studiedienst van de PSB, waarvan hij later de directeur was.
In 1946 werd hij verkozen tot gemeenteraadslid van Jemappes, waar hij van 1947 tot 1958 schepen en van 1958 tot 1965 burgemeester was.
Bovendien zetelde hij van 1950 tot 1961 en van 1968 tot 1978 voor het arrondissement Bergen in de Kamer van volksvertegenwoordigers, waarna hij van 1961 tot 1965 gecoöpteerd senator was in de Belgische Senaat. Van 1963 tot 1965 was hij eveneens adjunct-minister van Financiën in de Regering-Lefèvre.